# Rozdanie
Rozdanie – amerykański dramat z 2008 roku.

## Główne role
- Burt Reynolds - Tommy Vinson
- Bret Harrison - Alex Stillman
- Shannon Elizabeth - Michelle
- Maria Mason - Helen Vinson
- Gary Grubbs - Pan Stillman
- Caroline McKinley - Pani Stillman
- Charles Durning - Charlie Adler
- Brandon Olive - Ben Thomas
- Jennifer Tilly - Karen Razor Jones
- Jon Eyez - Mike Double Diamond Jackson
- J.D. Evermore - Tex Button

## Nagrody i nominacje
Złota Malina 2008
- Najgorszy aktor drugoplanowy - Burt Reynolds (nominacja)